# إيلينا كاتانيو
إيلينا كاتانيو (بالإيطالية: Elena Cattaneo)، حاصلة على وسام استحقاق الجمهورية الإيطالية (مواليد 22 أكتوبر عام 1962) هي عالمة أدوية إيطالية ومشاركة مؤسسة ومديرة لمركز بحوث الخلايا الجذعية في جامعة ميلان.
هي باحثة عالمية بارزة في مجال بحوث مرض هونتينغتون ومؤيدة لبحوث الخلايا الجذعية. وبرزت عالميًا لالتزامها الكبير بأخلاقيات البحث وسياسات البحث، ولزيادتها لمعرفة عامة الناس وتفاعلهم مع مجال البحوث.
عينت في 30 أغسطس من عام 2013 عضوة في البرلمان لمدى الحياة في البرلمان الإيطالي (مجلس الشيوخ).

## سيرة حياتها
ولدت كاتانيو في ميلان. بعد تخرجها من (بدرجة الامتياز) في الصيدلة عام 1986، وانتقلت إلى بوسطن في الولايات المتحدة الأمريكية لبضع سنوات، حيث تخصصت في معهد ماساتشوستس للتكنولوجيا. ودَرست تمايز الخلايا الجذعية العصبية في منطقة الدماغ البشري المرتبطة بالأمراض التنكسية على يد الأستاذ رونالد ماكاي. وكان من المشرفين الأخرين عليها هو الأستاذ أندرس بجوركلوند من جامعة لوند. وقضت كاتانيو معه وقتَا قليلًا في السويد تتعلم تقنيات تطعيم النباتات التي من الممكن استخدامها على الخلايا الجذعية. ثم بدأت بمسيرتها الأكاديمية بعد رجوعها إلى إيطاليا في جامعة ميلان. وعاشت في بوغيريو وعملت في ميلان.
تعمل الآن كأستاذة بدوام كامل في مختبر بيولوجيا الخلايا الجذعية وعلم الأدوية للأمراض العصبية في قسم العلوم البيولوجية في جامعة ميلان.
عينت كاتينيو كعضوة مدى الحياة في مجلس الشيوخ الإيطالي من قبل الرئيس جورجيو نابوليتانو في 30 أغسطس عام 2013 وكانت أصغر إيطالية تحصل على هذا اللقب في التاريخ، مع كلاوديو أبادو، رينزو بيانو وكارلو روبيا. وعلق الرئيس الإيطالي نابوليتانو على اختياره لها لمنصب عضوة لمدة الحياة قائلًا: «الغاية من اختيارها هو التقدير والتشجيع للكثير من الإيطاليين من الأجيال الجديدة الذين كرَّسوا أنفسهم للبحث العلمي وسط الصعوبات».
استخدمت كاتانيو منصبها لمعارضة الادعاءات غير الصحيحة التي ادعتها الشركات التي تقدم علاجات الخلايا الجذعية. وكانت هذه الادعاءات غير المدعمة علميًا مقدمة بالأساس من قِبَل شركة خاصة ذات علاقات جيدة تسمى مؤسسة ستامينا والتي أسست في عام 2009. وتضمن علاج ستامينا التوصية باستخدام الخلايا الجذعية لنطاق واسع من الحالات المرضية مع قلة الدليل العلمي لفعاليتها أو انعدامه. وقد حصل تهديد وكذب على صحفيين مرموقين من ضمنهم موظفين في مجلة نيجر. وكان إجماع المجتمع العلمي ضد ستامينا. لقد استغلت ستامينا حسن نية الداعمين للناس المريضين جدًا والذين اعتقدوا بأن ادعاءات ستامينا كانت أملهم الوحيد.
تمت تسوية النقاش في عام 2012 عندما أعلنت وكالة الأدوية الإيطالية بأن طُرق ستامينا لم تكن آمنة، ولكن مؤسسة ستامينا ناشدت مؤيديها الذين ناشدوا بدورهم السياسيين والمحاكم. استشهدت المحكمة بالتعاطف كالسبب الذي أُعطي لكثير من ال450 مناشدة المطالبة للمحكمة بالسماح للمرضى بتلقي «ترياق» الخلايا الجذعية. وقد ذهب بعض السياسيين إلى أبعد من ذلك واستخدموا أموال الحكومة لتمويل محاكمة بملايين الجنيهات. واستمر ذلك حتى شهر أغسطس من عام 2014 حيث طالبت المحكمة ليس بإيقاف معدات ستامينا فحسب، بل بمصادرتها أيضًا، وكان هذا ممكنًا بسبب دعم كاتانيو كعضوة مجلس شيوخ. واستعملت كاتانيو قوة منصبها للمطالبة بأدلة ضد ستامنيا والتي كان قد رفضها الآخرون وذلك بمجرد أن أصبحت كاتانيو عضوة مجلس شيوخ. وشهد شهر يناير من عام 2014 بداية 25 جلسة استماع عن طريق 15 تحقيقًا قويًا. وطالب التقرير النهائي للتحقيق بعدد من النقاط من ضمنها وجود مُمثل علمي في المحاكم دائمًا في هذا النوع من القضايا. وذُكر أن «قضية ستامينا... تبين التأثير الذي يمكن أن يملكه العلماء الأفراد لمحاربة القوى المعادية للعلم.»